# Eduard Rhein

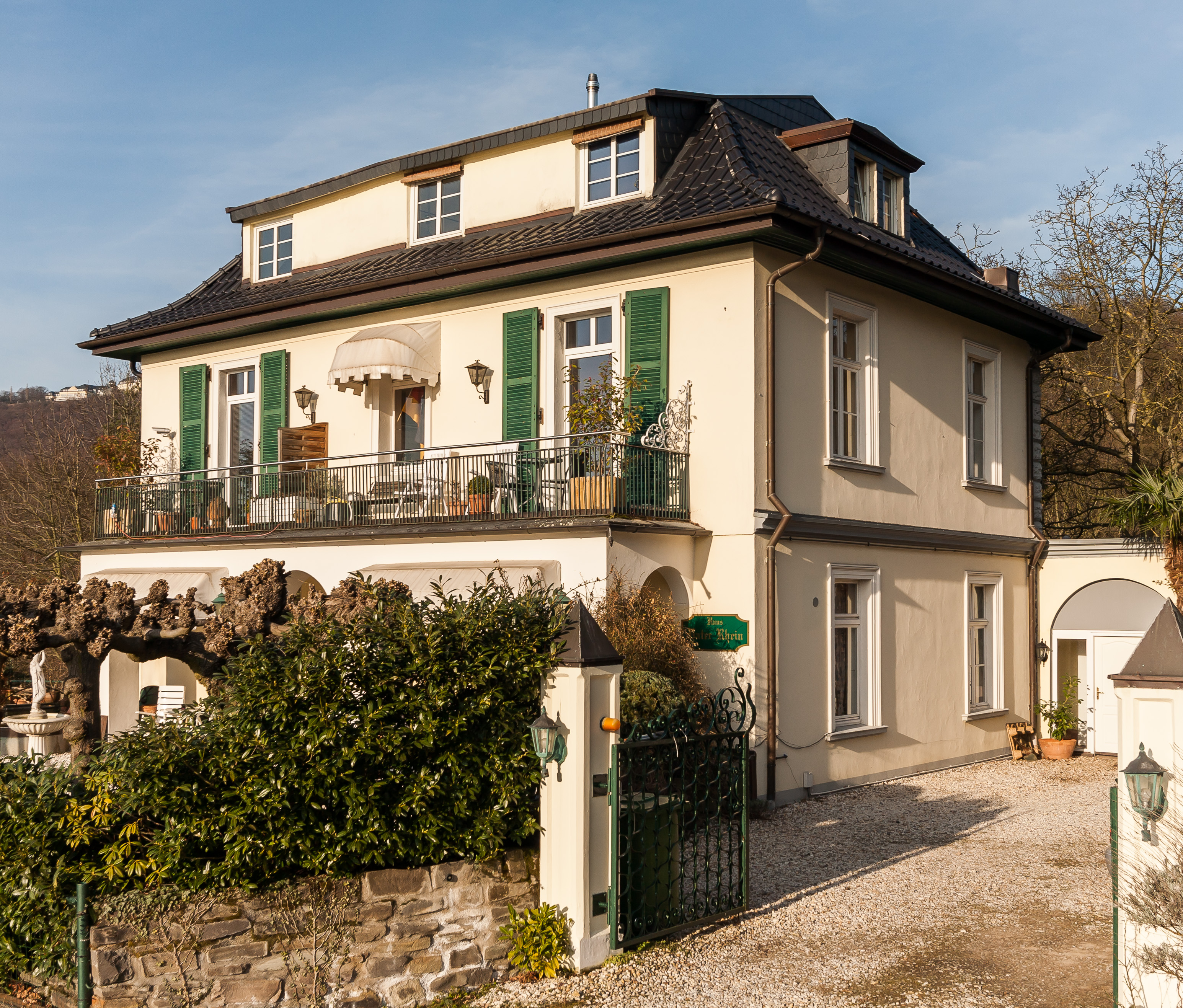
Rheins Geburtshaus in Königswinter

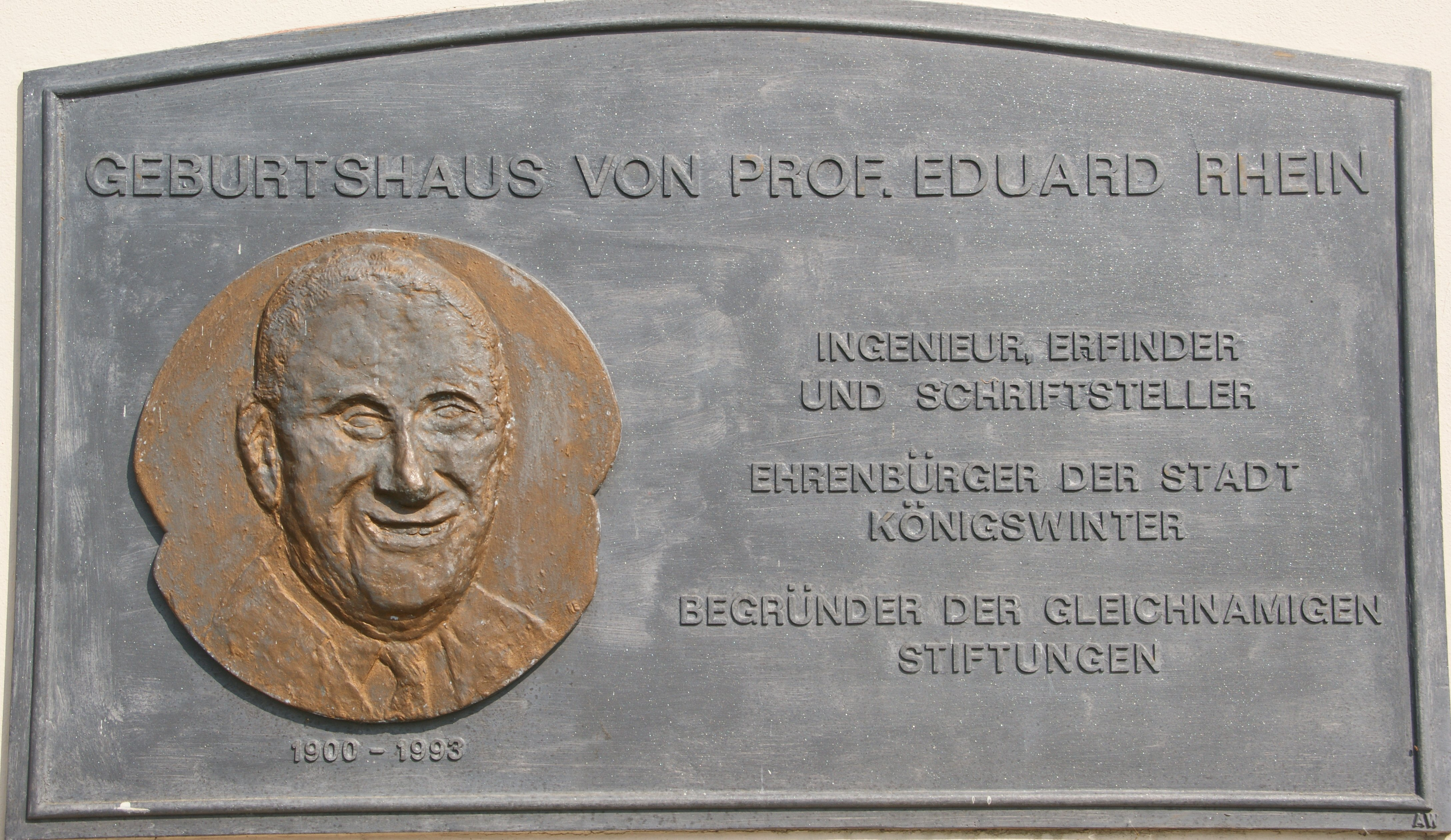
Plakette am Geburtshaus

Eduard Rudolph Rhein (* 23. August 1900 in Königswinter; † 15. April 1993 in Cannes) war ein deutscher Erfinder, Publizist, Schriftsteller und Journalist. Er veröffentlichte auch unter den Pseudonymen Hans-Ulrich Horster,
Klaus Hellmer, Klaus Hellborn (Quelle: Eduard-Rhein-Stiftung), Adrian Hülsen und Claude Borell.

## Leben und Werk
Eduard Rhein verbrachte seine Schulzeit in Beuel, wo seine Familie von 1905 bis 1917 wohnte. Da er sich in das Forschungsgebiet Luftschiffe eingearbeitet hatte, musste er im Ersten Weltkrieg nicht mehr an die Front, sondern wurde bei der Betreuung der Luftschiffe eingesetzt. Rhein studierte von 1920 bis 1923 Elektrotechnik am Technikum Mittweida.

### Erste Anstellungen
Eine erste Anstellung bei der Ziegenberg AG für elektrische Kleinbeleuchtung in Berlin endete bereits 1923 mit der Insolvenz der Firma. Nachdem Rhein sein Geld eine Zeitlang als Unterhaltungsmusiker mit der Geige in Hotelbars verdiente, wurde er Mitarbeiter beim Zentralverband der Deutschen Elektrotechnischen Industrie (od. Elektroindustrie). In dieser Zeit veröffentlichte er erste Fachbücher und Aufsätze zum Thema Rundfunk. 1929 wechselte er als Redakteur zum Ullstein-Verlag und betreute die neue Hörfunkzeitschrift Sieben Tage.

### Künstlerische Kontakte und Betätigung in Berlin
1932 bezog Eduard Rhein das ehemalige Haus des Regisseurs Fritz Lang, nachdem sein dort lebender Freund Richard Tauber ausgewandert war. 1941 schrieb Rhein mit dem befreundeten Komponisten Eduard Künneke die 1941 uraufgeführte Operette Traumland. Rhein schrieb das Libretto und die Liedtexte.

### Zweiter Weltkrieg: Entwicklung von Radargeräten
Im Zweiten Weltkrieg erhielt Eduard Rhein den Auftrag, eine Bedienungsanleitung für Funkgeräte zu schreiben, die auch von Laien verstanden wurde. Diese Arbeit führte dazu, dass er mit der Entwicklung eines neuen Radargerätes beauftragt wurde. Das FK 1 wurde Ende 1944 auch fertiggestellt, aber nicht mehr produziert.

### Chefredakteur der Programmzeitschrift „Hörzu“ 1946–1964
Nach dem Krieg war Eduard Rhein von der Gründung 1946 bis zum Jahr 1964 Chefredakteur der Programmzeitschrift Hör Zu!. Er setzte sich für das rechteckige 4:3-Bildschirmformat von Fernsehgeräten ein, welches sich gegenüber dem alternativ vorgesehenen quadratischen Format durchsetzte. Er setzte sich für die Einführung der Ultrakurzwelle (UKW/Frequenzmodulation) ein, deren Vorteile er in seinem Werk „Wunder der Wellen“ begründete. Eduard Rhein erfand das Wort „Schleichwerbung“ und propagierte den vielgeliebten Mecki, der noch heute in der Hörzu (Schreibweise seit 1972) erscheint. Pünktlich zu Weihnachten erschienen von 1952 bis 1964 die Mecki-Kinderbücher, die Eduard Rhein verfasste. Auch die Rubrik „Original und Fälschung“ in der Hörzu hat Eduard Rhein entwickelt. Eduard Rhein trug maßgeblich am Aufstieg Hamburgs zur Medienmetropole bei. So schuf er das finanzielle Fundament des Axel-Springer-Verlages durch den beispiellosen Erfolg der Zeitschrift Hör Zu!, deren Auflage bereits im Jahr 1950 eine Million Exemplare pro Woche betrug. Unter dem Pseudonym Hans Ulrich Horster veröffentlichte er ab 1950 in dieser Zeitschrift eine Reihe von Illustriertenromanen. 1962 waren es 4,5 Mio. Exemplare pro Woche. Hör Zu! wurde zur erfolgreichsten Programmzeitschrift Europas. Eduard Rhein schuf außerdem die Zeitschrift Kristall, die von Ivar Lissner als Chefredakteur geleitet wurde. Er war auch an der Entwicklung der Bild-Zeitung beteiligt. 1964 verließ Rhein unfreiwillig den Axel-Springer-Verlag und 1968 endgültig Hamburg. Er zog nach Genf und in seine Residenz in Cap Ferrat.

### Füllschriftverfahren
Neben einer Vielzahl von Veröffentlichungen und Büchern entwickelte Eduard Rhein im Jahre 1942 das Füllschriftverfahren für die Aufzeichnung von Schallplatten.

### Eduard-Rhein-Stiftung, 1976 und Professor-Rhein-Stiftung, 1987

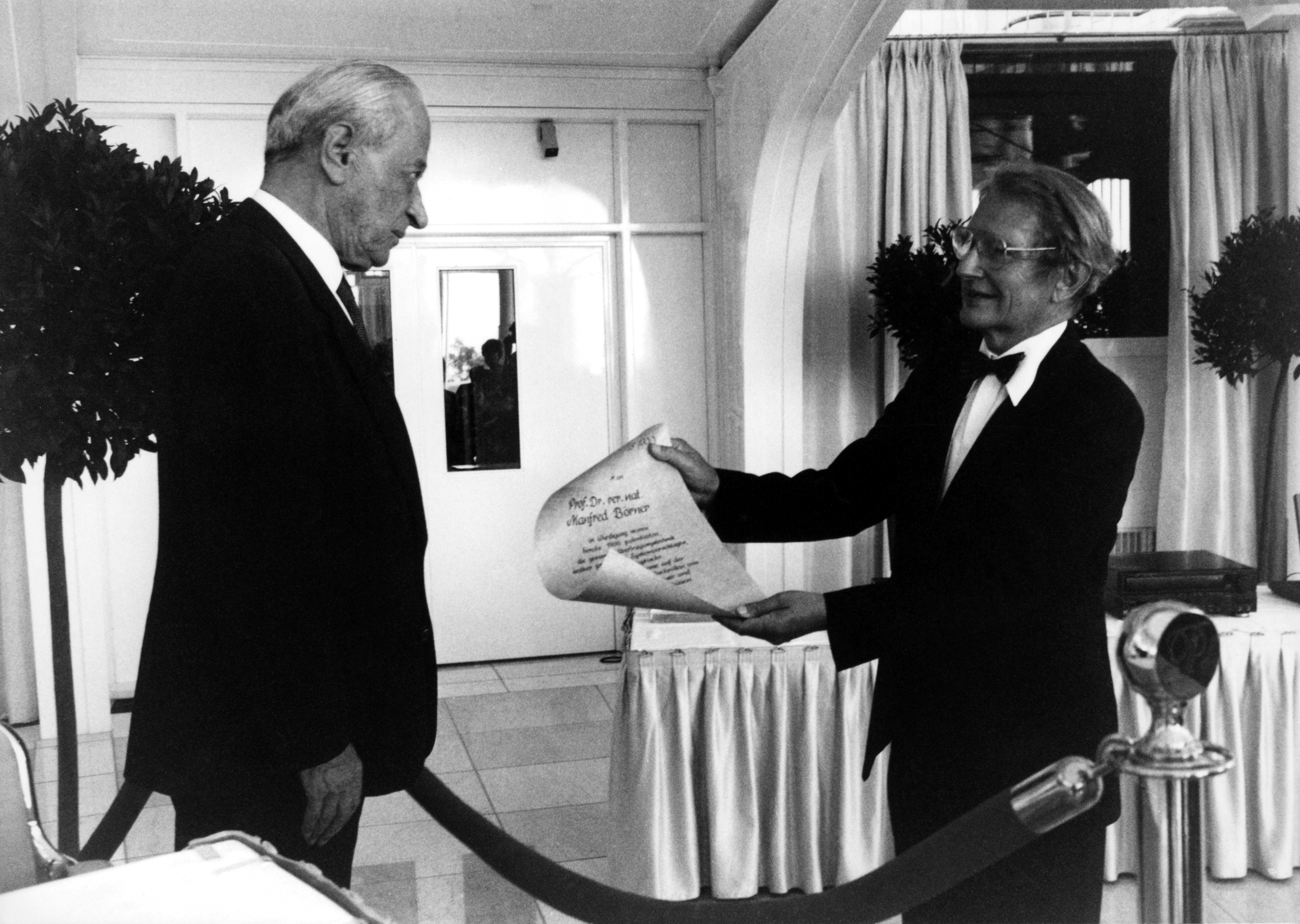
Eduard Rhein (links) überreicht die Urkunde des von ihm gestifteten Eduard-Rhein-Preises an Manfred Börner 1990

1976 gründete er die größte europäische Stiftung für Informationstechnik, die Eduard-Rhein-Stiftung in Hamburg, die jährlich den Eduard-Rhein-Preis vergibt.
1987 wurde die Professor-Rhein-Stiftung in Königswinter gegründet. Sie verfolgt den Zweck, die Belange von Kunst, Kultur und Bildung in Königswinter zu fördern.

### Homoerotische Schriften
Unter dem Pseudonym „Claude Borell“ veröffentlichte Rhein zwischen 1978 und 1982 mehrere Bände mit homoerotischen Novellen.

### Fernsehportrait
1988 drehte die Schauspielerin Ruth Niehaus zusammen mit dem Regisseur Horst Königstein das Filmporträt Ein König in seinem Reich.

### Tod
Am 15. April 1993 starb Eduard Rhein an einem Schlaganfall in Cannes. Seine Urne wurde im Familiengrab auf dem Friedhof Am Palastweiher in Königswinter beigesetzt. Sein Vermögen floss überwiegend in seine Stiftungen.

## Ehrungen
Eduard Rhein ist seit 1990 Ehrenbürger der Stadt Königswinter. Im März 1993 und somit außergewöhnlicherweise noch zu Lebzeiten gab sie ihm zu Ehren einer neuen Straße im Stadtteil Oberpleis den Namen Eduard-Rhein-Straße. An seinem Geburtshaus in Königswinter wurde 2000 eine Gedenktafel angebracht. Die Freie und Hansestadt Hamburg ehrte Eduard Rhein im Jahr 2004 für seine Verdienste um Hamburg mit einer Straßenbenennung, dem Eduard-Rhein-Ufer an der Außenalster, unweit seines ehemaligen Anwesens, Schöne Aussicht 28. Außerdem ist er auch auf der großen Stiftertafel im Hamburger Rathaus verewigt; 1990 erhielt er die Medaille für Kunst und Wissenschaft der Freien und Hansestadt Hamburg. Der Senat der Stadt Berlin verlieh ihm den Ehrentitel Professor h.c. Eduard Rhein erhielt 1958 das Große Verdienstkreuz sowie 1985 das Große Verdienstkreuz mit Stern des Verdienstordens der Bundesrepublik Deutschland.
1986 erhielt er die Goldene Kamera (Ehrenkamera). Eine weitere Straßenbenennung zu Ehren Rheins erfolgte in Mayen.

## Werke (Auswahl)
- 1927: Normung im Rundfunk.
- 1928: Das mechanische Hirn.
- 1935: Wunder der Wellen.
- 1938: Die Jagd nach der Stimme.
- 1940: Du und die Elektrizität.
- 1950: Ein Herz spielt falsch. (*); Verfilmung 1953
- 1951: Die Toteninsel.
- 1951: Insel ohne Wiederkehr. Beide unter dem Pseudonym „Hans-Ulrich Horster“. (*)
- 1952: Der Rote Rausch. Unter dem Pseudonym „Hans-Ulrich Horster“ (*); Verfilmung 1962
- 1953: Der Engel mit dem Flammenschwert. (*); Verfilmung 1954
- 1954: Wie ein Sturmwind. (Verfilmung 1957) Wie ein Sturmwind
- 1954: Wunder der Wellen : Rundfunk u. Fernsehen, dargest. f. jedermann, Ausgabe 69.–80. Tsd., Deutscher Verl. d. Ullstein A.G., Berlin-Tempelhof 1954. DNB, (*)
- 1955: Suchkind 312. Unter dem Pseudonym „Hans-Ulrich Horster“; Erstverfilmung 1955, Neuverfilmung 2007 in der ARD
- 1956: Verlorene Träume.
- 1957: Herz ohne Gnade. (*) Unter dem Pseudonym „Klaus Hellmer“; Verfilmung 1958
- 1958: Robinson schläft 50 Jahre.
- 1958: Ein Augenblick der Ewigkeit.
- 1959: Ein Student ging vorbei. Unter dem Pseudonym „Hans-Ulrich Horster“ (*)
- 1960: Eine Frau für tot erklärt.
- 1960: Verschattete Heimkehr.
- 1961: Eheinstitut Aurora. (*); Verfilmung 1962
- 1964: Karussell der Liebe.
- 1981: Ein Sohn nach seinem Ebenbild.
- 1981: Klonkind Uli.
- 1985: Haus der Hoffnung.
- 1986: Briefe aus dem Jenseits.
- 1987: 100 Jahre Schallplatte.
- 1990: Ein Jahrhundertmann. (Autobiographie), Erstausgabe als Der Jahrhundertmann.

(* = verfilmt)
Die Werke erschienen teilweise unter verschiedenen Pseudonymen.
Mecki Kinderbücher
- 1952: Mecki im Schlaraffenland
- 1953: Mecki bei den Sieben Zwergen
- 1954: Mecki bei den Eskimos
- 1955: Mecki bei den Chinesen
- 1956: Mecki bei den Indianern
- 1957: Mecki bei den Negerlein
- 1958: Mecki bei Prinz Aladin
- 1959: Mecki auf dem Mond
- 1960: Mecki und die 40 Räuber
- 1961: Mecki bei Harun Al Raschid
- 1962: Mecki bei Sindbad
- 1963: Mecki bei Zwerg Nase
- 1964: Mecki bei Frau Holle